# Saint-Hilaire-d'Ozilhan
Saint-Hilaire-d'Ozilhan è un comune francese di 714 abitanti situato nel dipartimento del Gard, nella regione dell'Occitania.

## Società

### Evoluzione demografica
Abitanti censiti